# 百萬年序幕

主人翁俯在其作品上。

《百萬年序幕：木刻版畫本》（英語：Prelude to a Million Years: A Book of Wood Engravings）是一部由美國藝術家林德·沃德（1905－1985年）於1933年創作的无字小说，當中包含30幅木刻畫。該作品是沃德創作的六部無字小說中的第四部作品，以一種沃德於歐洲學習木刻術期間發現，並受法朗士·麦绥莱勒和奧托·努克爾的作品影響下鑽研的風格創作。這個象徵豐富的故事講述一個追求理想之美的雕塑家，但這個雕塑家忽視其鄰居在大萧条深處掙扎的現實。與沃德早期受德国表现主义影響的藝術作品相比，該作品中的版畫採用了較柔和的裝飾藝術風格。

## 背景
林德·沃德（1905－1985年）是循道宗牧師、社會活動家哈里·F·沃德（1873－1966年）的兒子。在沃德的整個職業生涯中，年輕的沃德在其作品中表現出他父親對社會不公感興趣的影響。1926年，沃德與作家梅·麥克尼爾結婚，二人及後前往歐洲，惟沃德曾於德國莱比锡花費一年時間學習木刻術。他於當地曾接觸德國表现主义藝術，並曾閱讀法蘭德斯木刻藝術家法朗士·麦绥莱勒（1889－1972年）的無字小說作品《太陽》（1919年）。
其後，沃德重返美國，並當一名自由插畫師。1929年，他在紐約城偶然看到德國藝術家奧托·努克爾的無字小說《命運》（1926年）。該作品令沃德獲取靈感以創作一部屬於自己的無字小說——《上帝之人》（1929年），及後他亦著有《狂人之鼓》（1930年）和《野外朝聖》（1932年）。1931年12月，沃德和麥克尼爾為Equinox Cooperative Press的九位聯合創辦人之二，並致力於親自參與書籍編纂工作。

## 內容與風格
該書以一段夢境片段揭開帷幕——一個雕塑家在一朵象徵「美」的花前崇拜。雕塑家努力在一個理想化女子的雕塑中捕捉自身對美的看法。在他對藝術的追求中，他忽略了其周遭的現實，以及1930年代大蕭條對他所遇到的人所帶來的損失——一個遭丈夫揍打的鄰居、充滿暴力的社會抗議、主張武力外交的國家主義者，以及酗酒。當他回到其雕塑室嘗試逃避這一切時，卻遭火焰所吞沒。
沃德於作品中重提於首部無字小說《上帝之人》（1929年）所探索的主題——在文化衰落中的藝術家，並打算透過該作品評論大蕭條時期如何影響自《上》以來的形勢：無休止的裁員、罷工、停工和政治炒作往往於新聞報道中被提及。對沃德而言，「無可避免，公民的兩極分化開始了」。
沃德在該書採用一種較柔和的裝飾藝術風格，與早期作品中採用、棱角分明的德国表现主义風格有所不同。他在全書中使用不同的象徵，例如以旋轉的蜘蛛網表達時光流逝、以消防栓流露街頭暴亂的情緒、以高聳的城市建築象徵資本主義，及以旗幟象徵愛國主義等。花是全書中最重要的象徵，代表著藝術家對「美」孜孜不倦的追求，但他對周遭的騷動卻無動於衷。

## 製作、出版與評價
沃德為該書製作了30幅木刻畫，大小由5乘3英寸（12.7乘7.6）至51⁄4乘31⁄4英寸（13.3乘8.3）不等。該書於1933年由Equinox Cooperative Press（即沃德聯合創辦的書籍編纂合作社）出版，而其初版亦為該出版社出版的第三本書籍——印量僅920本，且透過印刷原始雕版而成。該書的法式摺頁及金箔書脊均由手工裝訂而成。該書定價適中，銷量甚佳，亦為出版社帶來營利，以維持該社的其他書籍出版計畫。
該書的評價毀譽參半。評論家E·L·廷克（E. L. Tinker）欣賞沃德的視覺技巧，但因沃德常常重複故事情節而感到不屑——主人翁「對社會不公的反抗、他對性的痴迷、其屈服蕩婦後的自我厭惡，以及其最後的幻滅」。木刻師約翰·德波爾認為《百萬年序幕》是其最愛的沃德無字小說作品。